# Wayne Static
Wayne Static (de son vrai nom Wayne Richard Wells), né le 4 novembre 1965 à Muskegon (Michigan) et mort le 1er novembre 2014, est le chanteur et le leader du groupe de metal industriel Static-X. Il faisait également office de guitariste, de claviériste et de programmeur.

## Début de la vie de l'artiste
Wayne est né le 4 novembre 1965 à Muskegon dans le Michigan. Il est le fils de Richards Wells et Darlène Wells.
Il a grandi à Shelby, dans le Michigan puis a déménagé à Chicago, dans l’Illinois puis en Californie.
C'est à l'âge de trois ans qu'il a reçu sa première guitare en jouet.
À l'âge de sept ans, ses parents décident de lui acheter sa première "vraie" guitare, une Seagull s12. Il commença alors à prendre des cours de guitare, et, un an plus tard, il remporta un concours de talent grâce à son interprétation de "Skip to my Lou". Il a joué dans son premier groupe à l'âge de douze ans et c'est là qu'il a décidé de devenir musicien. Au lycée, il a joué dans un groupe en tant que guitariste avec d'autres camarades de classe au Shelby Lycée où il faisait ses études.

## Carrière de l'artiste
Après avoir déménagé à Chicago, Wayne créé le groupe Deep blue Dreams en 1987 avec Ken Jay, le bassiste, Eric Harris (en) (batteur) et Billy Corgan (guitariste et chanteur). Mais le groupe fut de courte durée car Wayne a déménagé en Californie en 1994 où il créa le groupe Static-X avec Tony Campos (Bassiste) et Koichi Fukuda (Guitariste et pianiste).
La particularité de Wayne résidait dans sa manière de se coiffer et de porter une barbe assez longue.
Mis à part Static-X, Wayne a fait plusieurs morceaux avec d'autres artistes ; il est aussi apparu dans quelques clips comme It’s goin' down, chanson des X-Ecutioners avec des membres de Linkin Park où Wayne apparaît dans le clip, et seulement dans le clip. Il remplace en effet le guitariste de Linkin Park qui s'était blessé sur le tournage.
En 2007, Static annonce qu'il allait commencer un projet à côté, Pighammer[réf. nécessaire], mais dans une interview décembre 2007 avec Ultimate-Guitar.com, il a déclaré: " Pighammer se fera quand j'en aurai le temps. Pour l'instant, Static-X reste ma priorité principale. " ("The Pighammer thing will happen when I have time. At the moment though, Static-X will remain my main priority.")
En 2011, il participe au festival de metal français, le Hellfest. Après de multiples changements de musiciens, Wayne Static s’était lancé dans une carrière solo, sous le patronyme Pighammer. Le 4 octobre 2011, il sort son premier album solo, pighammer, composé de Brent Ashley à la basse, Sean Davidson à la batterie, et de Ashes à la guitare. En 2012, le groupe est allé au 'Noise Revolution tour" sous le nom de Static-X. Cependant, en Octobre 2012, le reste de la tournée a été annulée car l'état de Static nécessitait un traitement médical.
En 2013, il avait relancé une version de Static-X, sans Tony Campos, "le plus fidèle lieutenant de Wayne Static" (et bassiste du groupe) d'après Metronews. Celui-ci s'y était opposé par contrat, obligeant Wayne à tourner sous son propre patronyme.

## Sa vie personnelle
Static était athée et pratiquait le pescétarisme. Le 10 janvier 2008, à Las Vegas, il épouse Tera Wray, une actrice pornographique fan de metal. Ils vivaient à Joshua Tree en Californie.
Le 13 janvier 2016, Tera Wray, alors veuve de Wayne s'est suicidée dans son appartement de Californie. Elle a été retrouvée le 14 janvier 2016.

## Mort de l'artiste
Wayne Static meurt le 1er novembre 2014 à l'âge de 48 ans (trois jours avant son 49e anniversaire). Même si sa femme niait les rumeurs sur le fait d'une mort par overdose, affirmant qu'elle et son mari avaient arrêté de consommer des drogues illicites depuis 2009, l'autopsie confirme que celui-ci était mort après avoir ingurgité un cocktail de Xanax (alprazolam) mélangé avec de l’alcool et d’autres éléments (oxycodone, hydromorphone).
Le jour de sa mort, son groupe poste un message sur sa page Facebook : « Le musicien disque de platine Wayne Richard Wells, plus connu sous le nom de Wayne Static, est mort à l'âge de 48 ans ». Il rappelait aussi que l'artiste devait partir en tournée avec le groupe Drowning Pool et Powerman 5000. Wayne a été incinéré en Californie et sa disparition a entraîné de nombreuses réactions au sein de la scène metal américaine, de Jonathan Davis de Korn à Corey Taylor de Slipknot en passant par David Ellefson de Megadeth.

## Discographie de Static-X

### Albums studio
| Titre                | Détails de l'album | Certifications                    |
| -------------------- | --- | --------------------------------- |
| Wisconsin Death Trip | Sortie le 23 mars de 1999 (États-Unis)[réf. nécessaire] Label: Warner Bros. Formats: CD, cassette, téléchargement numérique | - RIAA: Platinum[réf. nécessaire] |
| Machine              | Sortie: 22 mai 2001 (États-Unis)[réf. nécessaire] Label: Warner Bros. Formats: CD, cassette, téléchargement numérique       | - RIAA: Gold[réf. nécessaire]     |
| Shadow Zone          | Sortie 7 octobre 2003 (États-Unis)[réf. nécessaire] Label: Warner Bros. Formats: CD, téléchargement numérique               |                                   |
| Start a War          | Sortie: 14 juin 2005 (États-Unis) [14] Label: Warner Bros. Formats: CD, téléchargement numérique                            |                                   |
| Cannibal             | Sortie: 3 avril 2007 (États-Unis)[réf. nécessaire] Label: Reprise Formats: CD, LP, téléchargement numérique                 |                                   |
| Cult of Static       | Sortie le 17 mars 2009 (États-Unis)[réf. nécessaire] Label : Reprise Formats: CD, LP, téléchargement numérique              |                                   |

### Singles
| Titre                        | Année | Album                |
| ---------------------------- | ----- | -------------------- |
| "Bled pour Days"             | 1999  | Wisconsin Death Trip |
| "Push It"                    | 1999  | Wisconsin Death Trip |
| "I'm With Stupid"            | 2000  | Wisconsin Death Trip |
| "Dump Love"[réf. nécessaire] | 2000  | Wisconsin Death Trip |
| "This Is Not"                | 2001  | Machine              |
| "Black and White"            | 2001  | Machine              |
| "Cold"                       | 2001  | Machine              |
| "The Only"                   | 2003  | Shadow Zone          |
| "So"                         | 2004  | Shadow Zone          |
| "I'm The One"                | 2005  | Start a war          |
| "Dirthouse"                  | 2005  | Start a war          |
| "Destroyer"                  | 2007  | Cannibal             |
| "Cannibal"[réf. nécessaire]  | 2007  | Cannibal             |
| "Stingwray"[réf. nécessaire] | 2009  | Cult Of Static       |

### Clips vidéos
| Titre             | Année |
| ----------------- | ----- |
| "Push It"         | 1999  |
| "I'm with Stupid" | 2000  |
| "Bled for Days"   | 2000  |
| "This Is Not"     | 2001  |
| "Black and White" | 2001  |
| "Cold"            | 2002  |
| "The Only"        | 2003  |
| "So"              | 2003  |
| "I'm the One"     | 2005  |
| "Dirthouse"       | 2006  |
| "Destroyer"       | 2007  |
| "Cannibal"        | 2007  |
| "Stingwray"       | 2009  |

## Collaborations
- 2001 – Mephisto Odyssey & Wayne Static (and Koichi Fukuda) – Crash
- 2002 – Jonathan Davis & Richard Gibbs featuring Wayne Static – Not Meant for Me
- 2003 – Godhead & Wayne Static – The Giveaway
- 2004 – Skinny Puppy & Wayne Static – UseLess
- 2006 – Soil & Wayne Static – Give It Up
- 2008 – Opiate for the Masses & Wayne Static – 21st Century Time Bomb
- 2009 – My Evolution & Wayne Static – So Happy
- 2009 – Dirge Within & Wayne Static – Inhuman
- 2010 – Raymond Herrera & Wayne Static – Decimator (originally recorded in 2005, released on the nail'd soundtrack)
- 2011 – 9 Electric & Wayne Static – Destroy As You Go
- 2013 – Run DMC & Wayne Static – Noise Revolution (Recorded in 2011)

## Apparitions
- 2002 - Static est apparu dans le clip The X-Ecutioners "It's Goin 'Down", avec Mike Shinoda et M. Hahn de Linkin Park.
- 2006 - Static est apparu dans la vidéo de Silent Civilian '"renaissance du Temple".
- 2009 - Static est apparu dans 98 Rockfest à Tampa, Floride
- 2010 - Static est apparu comme un méchant dans le numéro 4 d'Eternal Descent.